# Калинин, Дмитрий Иванович
Дмитрий Иванович Калинин (1873 — после 1917) — командир 17-го гусарского Черниговского полка, генерал-майор, герой Первой мировой войны.

## Биография
Общее образование получил дома.
На военную службу вступил 25 апреля 1891 года. Окончил Тверское кавалерийское юнкерское училище, откуда выпущен был эстандарт-юнкером в 3-й драгунский Сумский полк. 9 ноября 1894 года произведен в корнеты с переводом в 21-й драгунский Белорусский полк.
29 декабря 1896 года переведен во вновь сформированный 51-й драгунский Черниговский полк. Произведен в поручики 15 марта 1898 года, в штабс-ротмистры — 15 марта 1899 года. Участвовал в русско-японской войне в рядах 51-го драгунского Черниговского полка. За боевые отличия был награждён четырьмя орденами, на фронте произведен в ротмистры (производство утверждено Высочайшим приказом от 30 марта 1905 года). Более 5 лет и 11 месяцев командовал эскадроном. Произведен в подполковники 30 июля 1910 года, в полковники — 6 мая 1914 года на вакансию.
В Первую мировую войну вступил в рядах 17-го гусарского Черниговского полка. Удостоен ордена Св. Георгия 4-й степени
За то, что 2-го июня 1915 года, в бою под Любачевом, временно командуя названным полком и получив приказание поддержать отступающую пехоту одним эскадроном, исполнил полученное приказание, а затем, верно оценив обстановку, повел и остальные эскадроны, лично руководя действиями всего полка, не взирая на явную опасность и своим примером ободряя подчиненных, быстро и искусно построив боевой порядок в конном строю бросился на противника и нанес наступающему 91-му пехотному германскому полку полное поражение. После этой атаки наша пехота перешла в наступление и заняла свои прежние окопы.
16 апреля 1917 года назначен командиром 17-го гусарского Черниговского полка, а 30 июля того же года произведен в генерал-майоры на основании Георгиевского статута. Оставался в должности командира полка до 16 ноября 1917 года. Дальнейшая судьба неизвестна.

## Награды
- Орден Святой Анны 4-й ст. с надписью «За храбрость» (ВП 21.11.1905)
- Орден Святого Станислава 3-й ст. с мечами и бантом (ВП 18.12.1905)
- Орден Святой Анны 3-й ст. с мечами и бантом (1906)
- Орден Святого Станислава 2-й ст. с мечами (ВП 9.05.1907)
- Орден Святой Анны 2-й ст. (1909)
- Орден Святого Владимира 4-й ст. (ВП 28.02.1913)
- мечи и бант к ордену Св. Владимира 4-й ст. (ВП 17.12.1914)
- Орден Святого Владимира 3-й ст. с мечами (ВП 23.05.1915)
- мечи к ордену Св. Анны 2-й ст. (ВП 23.10.1915)
- Орден Святого Георгия 4-й ст. (ВП 5.02.1916)